# Dona Ivone Lara
Yvonne Lara da Costa, dite Dona Ivone Lara, née le 13 avril 1921 dans le quartier de Botafogo à Rio de Janeiro et morte le 16 avril 2018 dans la même ville, est une chanteuse et compositrice brésilienne.

## Biographie
Yvonne Lara da Costa naît dans un milieu modeste et perd ses parents à l'âge de 6 ans. Son oncle et sa tante la placent dans un internat où Lucília Guimarães (pt), la première épouse du compositeur Heitor Villa-Lobos, lui enseigne les premiers rudiments du chant. Elle apprend également à jouer du cavaquinho auprès de son oncle qui jouait avec Donga et Pixinguinha.
Elle poursuit ses études et exerce les métiers d'infirmière, puis d'assistante sociale en hôpital psychiatrique de Rio de Janeiro où elle rencontre la psychiatre Nise da Silveira.
Elle s'établit à Madureira, au nord de Rio. Elle épouse le fils du président de l'école de samba Prazer da Serrinha (pt), mais en 1947, à sa fondation, elle passe à l'école Império Serrano.
Elle compose des airs de samba qui, en raison des préjugés d'un milieu essentiellement masculin, sont signés du nom de son cousin Fuleiro. En 1977, après avoir pris sa retraite, elle se consacre entièrement à la musique et commence à enregistrer,,. Elle est l'auteure de plus de 300 chansons.
Dona Ivone meurt le 16 avril 2018, trois jours après avoir fêté ses 97 ans, à cause d'une insuffisance cardiaque après trois jours d'hospitalisation au Centre de traitement et de soins intensifs (CCI), à Leblon, Rio de Janeiro. Dona Ivone est enterrée au cimetière Inhaúma de Rio de Janeiro.

## Discographie

### Albums
- 1978 : Samba minha verdade, samba minha raiz (Odeon)
- 1979 : Sorriso de criança (Odeon)
- 1982 : Sorriso negro (Atlantic)
- 1983 : Alegria minha gente (Atlantic)
- 1985 : Ivone Lara (RGE)
- 1986 : Arte do encontro (avec Jovelina Pérola Negra (pt))
- 1997 : Bodas de ouro (Columbia)
- 2001 : Nasci pra sonhar e cantar
- 2004 : Sempre a cantar
- 2009 : Canto de rainha
- 2010 : Nas escritas da vida (avec Bruno Castro)
- 2012 : Baú da Dona Ivone